# Cristianesimo in Burkina Faso
Il cristianesimo in Burkina Faso è la seconda religione più diffusa nel Paese. Secondo i dati del censimento del 2006, la maggioranza della popolazione del Burkina Faso (circa il 61%) è di religione islamica. I cristiani rappresentano circa il 23% della popolazione; la maggioranza di essi (il 19% circa) sono cattolici e il 4% circa sono protestanti. Il 15% circa della popolazione segue le religioni africane tradizionali, mentre lo 0,6% segue altre religioni e lo 0,4% non segue alcuna religione. Le stime del Pew Research Center riferite al 2010 non presentano differenze sostanziali. In realtà le differenze tra le religioni non sono così nette perché, come in altri Paesi dell'Africa occidentale, una parte dei cristiani e dei musulmani del Burkina Faso segue contemporaneamente alcune pratiche e credenze animiste delle religioni africane tradizionali. La costituzione del Burkina Faso sancisce la separazione tra stato e religione e prevede la libertà religiosa nel rispetto della legge e dell'ordine pubblico. Tutte le organizzazioni religiose devono registrarsi. Nella scuola pubblica non sono previsti corsi di religione, che possono essere tenuti nelle scuole private dei gruppi religiosi riconosciuti: nel Paese esistono scuole musulmane, cattoliche e protestanti. In passato i rapporti fra cristiani e musulmani sono stati buoni, ma negli ultimi anni vi sono stati attacchi terroristici che hanno colpito obiettivi religiosi come edifici di culto, esponenti del clero, insegnanti di scuole religiose e semplici fedeli. Il governo ha condannato le violenze, affermando che mirano a creare divisioni nel Paese e ha esortato la popolazione alla pace e alla tolleranza religiosa.

## Confessioni cristiane presenti

### Chiesa cattolica
La Chiesa cattolica è presente nel Paese con 3 sedi metropolitane e 12 diocesi suffraganee. 

### Protestantesimo
Le principali denominazioni protestanti presenti in Burkina Faso sono le seguenti:
- Assemblee di Dio: è la maggiore denominazione protestante del Paese e conta 800.000 membri;[3]
- Unione delle chiese evangeliche battiste in Burkina Faso: espressione del movimento battista, comprende 60 congregazioni e aderisce all'Alleanza mondiale battista;[4]
- Associazione delle chiese evangeliche riformate del Burkina Faso: comprende 9 congregazioni e aderisce alla Comunione mondiale delle Chiese riformate;[5]
- Chiesa evangelica luterana del Burkina Faso: espressione del luteranesimo, comprende 8 congregazioni;[6]
- Chiesa cristiana avventista del settimo giorno: presente nel Paese dal 1972, comprende 12 congregazioni.[7]